# Felix Calonder
Felix Calonder (7 de dezembro de 1863 - 14 de junho de 1952) foi um político da Suíça.
Ele foi eleito para o Conselho Federal suíço em 12 de Junho de 1913 e terminou o mandato a 12 de Fevereiro de 1920.
Felix Calonder foi Presidente da Confederação suíça em 1918.